# Bugarín
Bugarín (oficialmente Santa Cristina de Bugarín) es una parroquia española del municipio de Puenteareas, perteneciente a la provincia de Pontevedra, en la comunidad autónoma de Galicia.

## Historia
Hacia mediados del siglo XIX, la parroquia, ya por entonces perteneciente a Puenteareas, tenía contabilizada una población de cuatrocientos habitantes. Aparece descrita en el cuarto volumen del Diccionario geográfico-estadístico-histórico de España y sus posesiones de Ultramar de Pascual Madoz con las siguientes palabras:

BUGARIN (Sta. Cristina): felig. en la prov. de Pontevedra (5 leg.), dióc. de Tuy (3), part. jud. y ayunt. de Puenteareas (1/4): sit. á la izq. del r. Tea en la falda occidental de un elevado y árido monte, que la resguarda de los vientos del E.; el clima es bastante sano, si bien en algunas épocas suelen desarrollarse calenturas tercianarias y dolores de costado. Tiene 87 casas fabricadas la mayor parte de tierra y paja, repartidas en los l. que la componen, que son Chan, Eiras, Santos, Resela, Viñal, Quintela y Coto; una igl. parr. dedicada á Sta. Cristina, servida por un cura, cuyo destino es de entrada y de patronato de la órden de San Juan de Malta. Confina el térm. N. felig. de Prados: E. Oliveira; S. Cañedos, y O. el espresado r. Tea; cuyas aguas no pueden aprovecharse porque corren por un cauce demasiado profundo, y porque el terreno está muy desnivelado. Pero brotan en varios sitios fuentes de buena calidad, de que se sirven los vec. para su gasto doméstico y otros objetos; hallándose entre ellas una, cuyas aguas se cree generalmente que tienen virtud eficaz para curar el mal de orina, y por esta circunstancia son muchas las personas atacadas de dicha enfermedad que acuden á beberlas y esperimentan mejoria real ó imaginaria. Abraza el térm. 2,000 ferrados de tierra; de ellos hay una mitad inculta por su estremada escabrosidad, si bien se crian en la misma robles, pinos y otros árboles, de cuyo ramage se aprovechan los naturales para combustible y para formar pértigas con las que resguardan y sostienen las vides, destinando la hoja seca y demas desperdicios del monte para abono de las labores; en estas se encuentran algunos árboles frutales, y plantio de legumbres. Los caminos son locales y en mal estado: el correo se recibe en Puenteareas. prod.: trigo, centeno, mijo, vino, lino, y distintas frutas; se cria ganado vacuno, de cerda, lanar y cabrio. ind.: ademas de la agricultura hay algunos molinos harineros, telares de lienzos ordinarios y de paños burdos. pobl.: 88 vec., 400 alm. contr. con el ayunt. (V.)
(Madoz, 1846, p. 479)

En 2023, tenía empadronados 524 habitantes.